# Brunneocorticium
Brunneocorticium is een geslacht van schimmels behorend tot de familie Marasmiaceae. De typesoort is Brunneocorticium pyriforme.

## Soorten
Volgens Index Fungorum telt het geslacht twee soorten, namelijk (peildatum april 2022):
| Soortnaam                     | Auteur(s)                                 | Publicatiejaar |
| ----------------------------- | ----------------------------------------- | -------------- |
| Brunneocorticium corynecarpon | (Kunze) R.A. Koch, Lodge, Nakasone & Aime | 2018           |
| Brunneocorticium pyriforme    | Sheng H. Wu                               | 2007           |